# 우민호
우민호(禹民鎬, 1971년 ~ )는 대한민국의 영화 감독이다.

## 영화
- 2000년 영화 《누가 예수를 죽였는가?》 ... 공동각본 & 감독
- 2010년 영화 《파괴된 사나이》 ... 각본 & 감독
- 2012년 영화 《간첩》 ... 각본 & 감독
- 2015년 영화 《내부자들》 ... 각본 & 감독
- 2018년 영화 《마약왕》 ... 공동각본 & 감독
- 2020년 영화 《남산의 부장들》 ... 공동각본 & 감독
- 2024년 영화 《하얼빈》 ... 감독
- 2025년 영화 《열대야》 ... 각색

## 수상
- 2003년 제1회 서울기독교영화제 단편경쟁부문 갓피상
- 2016년 제36회 한국영화평론가협회상 10대 영화상 《내부자들》
- 2016년 제37회 청룡영화상 최우수작품상 《내부자들》
- 2016년 제3회 한국영화제작가협회상 최우수작품상 《내부자들》
- 2016년 제53회 대종상 시나리오상 《내부자들》
- 2016년 제53회 대종상 감독상 《내부자들》
- 2016년 제53회 대종상 최우수작품상 《내부자들》
- 2020년 제40회 한국영화평론가협회상 최우수작품상 《남산의 부장들》
- 2020년 제7회 한국영화제작가협회상 감독상 《남산의 부장들》

## 같이 보기
- 대한민국 영화